# Honda XRV-750
Honda XRV 750 Africa Twin je motocykl, který vyráběl přední japonský výrobce motocyklů Honda. 
Motocykl je založen na modelu Honda NXR-750, který vyhrál Rally Paříž – Dakar čtyřikrát v osmdesátých letech.
Původní model Honda XRV 650 AfricaTwin (typ RD-03) konstrukčně vycházel z Hondy XL 600V Transalp , Oproti Transalpu měl zvětšený objem motoru z 600 na 650 cm3 při výkonu 50 koní, pozměněnou kapotáž,větší nádrž, zesílený podvozek a delší odpružení.  
První Honda XRV 750 Africa Twin se objevila v roce 1990. Jednalo se o model RD-04. Zvětšení objemu motoru na 742 cm³ a posunutí výkonu k šedesáti koním si vyžádalo jeho zásadní zesílení téměř ve všech částech (klikový mechanismus, spojka, převodovka, uchycení k rámu). Dále byl přidán olejový chladič, zesílen zadní náboj kola vč. uložení rozety, přidán druhý kotouč přední brzdy, zvětšeny karburátory a přepracováno zapalování. Drobnými úpravami prošla kapotáž zejména v zadní části motocyklu. 
V roce 1993 na trh vstoupil inovovaný model RD-07. Ten se s drobnými kosmetickými úpravami vyráběl až do roku 2003, kdy Honda vyřadila oblíbenou Africa Twin z výrobního programu, aniž by za ni poskytla odpovídající náhradu. V roce 1993 inovovaný model byl výrazně přepracován. Dostal zcela nový rám, kapotáž i nádrž, airbox byl umístěn před nádrží namísto pod sedlem a drobných úprav doznal i výfuk, zadní kolo včetně kyvné vidlice a jejího odpružení. Navíc se hmotnost snížila o 9 kg a výška sedla šla také o jeden cm dolů. Dalším nezanedbatelným přínosem z pohledu jezdce bylo snížení těžiště.  
Dalších změn se motocykl dočkal v roce 1996 (typ RD-07A), kdy dostal novou přední masku kapotáže a jiný tvar větrného štítku. Tato modernizace s sebou přinesla i tišší koncovku výfuku, přepracované zapalování se snímačem polohy škrticí klapky (mimo verze pro Švýcarsko a Rakousko). V zadní části podsedlového rámu došlo k úpravě uchycení sedla a tlumiče výfuku. Konečně poslední změnou v roce 2000 byla zcela nová grafika kapotáže. 
Ihned po zavedení modelu XRV 750 RD-04 začal tento motocykl slavit výrazný úspěch. Své příznivce si stroj získal především svou úžasnou mnohostranností a odolností. 
Převzato a upraveno ze stránky: www.africatwin.unas.cz
- Motor: čtyřdobý, kapalinou chlazený dvouválec do V (52°)
  - Rozvod:	OHC, 3 ventily na válec
  - Zdvihový objem:	742 cm³
  - Vrtání/zdvih:	81/72 mm
  - Výkon	standardně 44 kW (60 PS) / 7500 ot/min, dále verze 25 kW, 35 kW, 37 kW, 41 kW a 43 kW
  - Točivý moment:	62 Nm / 6500 ot/min
  - Kompresní poměr:	9,0:1
  - Plnění	: 2× karburátor CV 36 mm
  - Mazání: 	tlakové oběžné
  - Zapalování:	digitální elektronické
  - Spouštění: 	elektrické

- Převody
  - Spojka:	vícelamelová v olejové lázni
  - Převodovka:	pětistupňová
  - Sekundární převod:	O-kroužkovým řetězem

- Podvozek 
  - Rám: z ocelových trubek a profilů
  - Přední odpružení: teleskopická vidlice 43 mm, zdvih 220 mm
  - Zadní odpružení:	kyvná vidlice, zdvih 214 mm
  - Přední kolo:	s drátovým výpletem 1,85×21" 
  - Zadní kolo: 	s drátovým výpletem 3,00×17", resp. 2,75×17"
  - Přední pneumatika:	90/90R-21 54H
  - Zadní pneumatika:	140/80R-17 69H, resp. 130/90-17
  - Přední brzda:	2×276 mm s dvoupístkovými třmeny
  - Zadní brzda:	256 mm s jednopístkovým třmenem

- Rozměry a hmotnosti (RD 07)
  - Rozvor:	1565 mm
  - Výška sedla:	860 mm
  - Světlá výška:	215 mm
  - Hmotnost bez náplní:	205 kg
  - Pohotovostní hmotnost:	229 kg
  - Celková hmotnost:	425 kg
  - Palivová nádrž:	23 l (3,5 l), resp. 24 l

## Odkaz